# Lindera varmae
Lindera varmae är en lagerväxtart som beskrevs av M.K.Pathak, Bhaumik & Chakrab.. Lindera varmae ingår i släktet Lindera och familjen lagerväxter. Inga underarter finns listade i Catalogue of Life.